# Convenio sobre Derechos Humanos y Biomedicina
El Convenio del Consejo de Europa para la protección de los derechos humanos y la dignidad del ser humano respecto de las aplicaciones de la biología y la medicina, conocido también como Convenio sobre Derechos Humanos y Biomedicina o "Convenio de Oviedo", es un tratado impulsado por el Consejo de Europa y suscrito en Oviedo el 4 de abril de 1997. El objetivo de este convenio es impedir el abuso del desarrollo tecnológico en lo que concierne a la biomedicina y proteger la dignidad humana y los derechos humanos. Pretende servir de infraestructura de base para el desarrollo de la bioética en Europa, siempre manteniendo el respeto a la dignidad humana.

## Firmas y ratificaciones
Para su entrada en vigor eran necesarias 5 ratificaciones, incluyendo 4 miembros del Consejo de Europa. Finalmente, el tratado entró en vigor el 1 de diciembre de 1999.
El Convenio sobre Derechos Humanos y Biomedicina ha sido ratificado por 29 Estados y otros 6 han firmado el tratado sin haberlo ratificado. Países como Alemania, Austria, Bélgica, Irlanda y Reino Unido, entre otros, no han ni firmado ni ratificado el convenio. La ratificación española tiene lugar el 23 de julio de 1999, aunque es el 1 de enero de 2000 cuando entra en vigor (excepción acordada).

## Protocolos adicionales
Posteriormente, con la intención de desarrollar más en profundidad algunos elementos incluidos en el Convenio, el Consejo de Europa aprueba cuatro protocolos adicionales: el Protocolo adicional por el que se prohíbe la clonación de seres humanos (1998), el Protocolo adicional sobre el trasplante de órganos y tejidos de origen humano (2002), el Protocolo adicional sobre la investigación biomédica (2005) y el Protocolo adicional sobre los análisis genéticos con fines médicos (2008).
España ha ratificado el Protocolo adicional por el que se prohíbe la clonación de seres humanos en 2000 y el Protocolo adicional sobre el trasplante de órganos y tejidos de origen humano en 2014. Los otros dos protocolos no han sido firmados ni ratificados por España, sin embargo ambos aspectos son tratados en la Ley de Investigación biomédica (2007)